# Mikaelle Assani
Mikaelle Assani (18 de agosto de 2002) es una deportista de Alemania que compite en atletismo. Ganó una medalla de bronce en el Campeonato Europeo de Atletismo Sub-20 de 2021, en la prueba de salto de longitud.